# Алексей Стоев
Алексей Димитров Стоев е български учен астроном и физик, археоастроном, спелеолог, доцент, доктор на физическите науки и директор на филиала в Стара Загора на Института за космически изследвания и технологии на Българската академия на науките, както и директор на Народната астрономическа обсерватория и планетариум „Юрий Гагарин“, Стара Загора.

## Биография
Роден е на 15 декември 1952 г. в град Пазарджик. Магистър е по физика от Пловдивския университет „Паисий Хилендарски“. Докторска степен защитава през 2002 г. в Софийския университет „Св. Климент Охридски“. Има над 350 научни труда, публикувани в реномирани списания, както в България, така и в чужбина. Автор е и на научнопопулярни и есеистични трудове. Участвал е в международни семинари, конгреси, симпозиуми и научноизследователски експедиции в областта на астрономията, археоастрономията и спелеологията в над 40 държави, като на някои от тях е и организатор.
Член е на редица национални и международни научни организации, основател и ръководител е на Групата за археоастрономически проучвания и експедиции в Стара Загора и на Спелеоклуба при ТД „Сърнена гора“, Стара Загора, опитен пещерняк и изследовател.
Съпруг е на Пенка Мъглова, с която заедно изследват геомагнитната активност на територията на Цареви порти, скалното светилище Каялийските скали, мегалитната арка при Скрибина, Кара таш и много други археологически обекти в България.